# لودلاو
latitudeلودلاوlongitudeلودلاو
لودلاو (به انگلیسی: Ludlow) یک شهرک در بریتانیا است که در شروپ‌شر واقع شده‌است.

## خصوصیات
لودلاو ۱۱٬۰۰۰ نفر جمعیت دارد.

## خواهرخوانده
شهر San Pietro in Cariano خواهرخواندهٔ لودلاو هست.